# Тірис-Земмур
Тірис-Земмур (Тірис-Заммур; араб. تيرس زمور, фр. Tiris Zemmour) — область на півночі Мавританії.
- Адміністративний центр - місто Зуерат.
- Площа - 252 900 км² [1], населення - 53 261 особа (2013 рік) [1].

## Географія
На півдні і південному сході межує з областю Адрар, на заході і північному заході з Західною Сахарою, на північному сході з Алжиром, на сході з Малі.

## Адміністративно-територіальний поділ

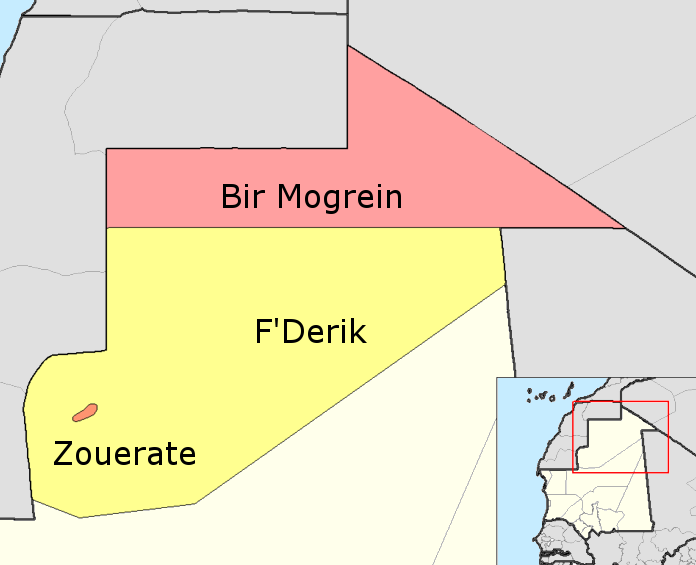
Департаменти області

Область ділиться на 3 департаменти:
- Бір-Моргейн (Bir Mogrein)
- Фдерик (F'Derik)
- Зуерат (Zouerate)